# Popzien
Popzien was sinds 1972 een televisieprogramma met popmuziek van de Nederlandse omroep VARA. Popzien ging in 1973 over in Nederpopzien. Het programma werd geregisseerd door Peter Halm en vormgegeven door Will Bakker.
In Popzien waren optredens van en interviews met artiesten te zien. Ook was er een drive-in diskjockeyconcours, ofwel een wedstrijd van kijkers in de rol van diskjockey. De winnaar werd met een gouden microfoon beloond. Een ander onderdeel was de drive-in-discotheek waarin popnieuws werd gebracht.
De artiesten kwamen uit binnen- en buitenland. In het programma kende de Zweedse popgroep ABBA op 8 juni 1973 haar debuut op de Nederlandse televisie. Op 10 februari van dat jaar werd ABBA nog uitgeschakeld in de Zweedse voorrondes van het Eurovisiesongfestival, de winst kwam pas een jaar later.
Van het programma verscheen in 1972 een elpee met muziek van verschillende artiesten. Het album verscheen ook in België en had als alternatieve titel 14 (P)Opzienbarende hits.

## Presentatoren
- Elles Berger
- Herman Stok
- Eddy Ouwens
- Leontien Ceulemans, die zich toen Leontine Lukassen liet noemen